# Tây Cống (quận)
Tây Cống (giản thể: 西贡区; phồn thể: 西貢區; bính âm: Xīgòng Qū; Việt bính: sai1 gung3 keoi1; tiếng Anh: Sai Kung District) là quận có diện tích lớn thứ hai trong 18 quận của Hồng Kông. Quận bao gồm phần phí nam của Bán đảo Tây Cống tại Tân Giới cộng thêm một dải đất ở phía đông của Cửu Long. Trung tâm hành chính của quận là tại Tây Cống Thị nhưng cư dân trong quận tập trung tại Đô thị mới Tướng Quân Áo. Đây là quận có dân số trẻ thứ hai của toàn đặc khu. Quận bao gồm một số khu vực nông thôn, đô thị mới và khoảng 70 đảo lớn nhỏ. Đây là một quận khá đặc biệt vì vẫn còn lưu giữ nhiều phong tục thôn quê truyền thống.
Tây Cống có diện tích 136 km² và dân số năm 2006 là 406.442 người. Tương phản với các khu vực đông đúc tại đảo Hồng Kông và bán đảo Cửu Long, khu trung tâm của Tây Cống là một khu vực bờ biển với cảnh vật đẹp đẽ. Khu vực được biết đến vì có những bãi biển còn hoang sơ và lối sống tĩnh lặng. Bởi vì quận chỉ mới đô thị hóa một phần, nhiều người coi Tây Cống là "công viên tận cùng" của Hồng Kông.